# Maja Plisecka
Maja Mihajlovna Plisecka (rusko Ма́йя Миха́йловна Плисе́цкая), ruska balerina, * 20. november 1925, Moskva, Sovjetska zveza, † 2. maj 2015, München, Nemčija.
Plisecka je pogosto obravnavana kot največja baletna plesalka moderne dobe.
Rojena je bila v ugledni družini judovskih umetnikov. Šolala se je na Spitsbergih, kjer je njen oče deloval kot inženir. Leta 1938 je bil v okviru Stalinovih čistk usmrčen, njena mati, igralka v nemih filmih pa je bila deportirana v Kazahstan. Zato je Majo posvojila teta po materini strani, baletna plesalka Sulamith Messerer.  
Maja se je baleta učila v carski šoli pri vrhunski plesalki Jelizaveti Gerdt. V Bolšoj teatru je prvič nastopila z 11 leti. Leta 1943 je končala koreografsko šolo in se priključila ansamblu bolšojskega baleta, kjer je delovala do leta 1990.

## Kariera
Sprva se je Maja razlikovala od ostalih balerin, saj ni nastopala v skupini (corps de ballet) kot večina mladih plesalk, marveč je bila imenovana za prima-balerino takoj po diplomi. S svojo pojavo in rdečimi lasmi je bila kot osebnost opazna tako na odru kot tudi v javnosti nasploh. Njene dolge roke so izražale fluidnost, ki ji je v okviru baletnega plesa do danes težko najti primerjavo. Njena interpretacija Laboda (iz Saint Saensovega Živalskega karnevala), kratka skladba, katere popularnost je izzvala Ana Pavlova, je bila Pliseckina specialiteta. Maja je bila znana po izjemni višini svojih skokov, izjemni gibčnosti hrbta, tehnični dovršenosti in karizmi nasploh.
Navkljub slavi vodstvo Bolšojskega baleta z njo ni ravnalo lepo. Bila je judinja v antisemitskem okolju in ji leta 1956 z ansamblom ni bilo dovoljeno oditi na turnejo. Onstran meja domovine je nastopila šele leta 1959 in tedaj za vedno spremenila svet klasičnega baleta. 
Njene najodmevnejše vloge so vključevale Odette-Odile v Labodjem jezeru (1947), Auroro v Trnjulčici (1961). Leta 1958 ji je bil podeljen naziv narodni umetnik Sovjetske Zveze. Istega leta se je poročila s sedem let mlajšim skladateljem Rodionom Ščedrinom.
Ko je leta 1960 odrske deske zapustila Galina Ulanova, je bila Maja Plisecka razglašena za absolutno primabalerino (prima ballerina assoluta) Bolšoj teatra. V sovjetski televizijski različici filma Ana Karenina, je igrala princeso Tversko. Leta 1971 je njen mož skomponiral balet po isti literarni predlogi, v katerem je nastopala v glavni vlogi. Ana Karenina je bil tudi njen prvi koreografski projekt. Sicer so bili koreografi njenih baletnih vlog še Jurij Grigorovič, Roland Petit, Alberto Alonso in Maurice Bejart.
V 1980-ih sta Plisecka in Ščedrin preživela veliko časa v tujini, v tem času je delovala kot umetniški vodja Rimske operno-baletne hiše in Španskega nacionalnega baleta v Madridu. Pri 65. letih se je kot solistka vendarle poslovila od teatra Bolšoj. Na svoj 70. rojstni dan je debitirala pri švicarskem baletu Béjart v projektu, namenjenem njej in naslovljenem »Ave Maja«. Od leta 1994 predseduje vsakoletnemu baletnemu tekmovanju »Maja«.
Ob njenem 80. rojstnem dnevu je mednarodni časopis Financial Times zapisal: »Maja je bila in je še vedno zvezda, sveta pošast baleta, zadnja instanca teatralnega glamurja, bleščeče, ognjevito znamenje v svetu medlih talentov, je lepota v svetu ljubkosti.« . Naslednje leto ji je japonski cesar Akihito podelil Premium Imperiale, neformalno obravnavan kot Nobelova nagrada za umetnost.